# Augustyn Waluś
Augustyn Tadeusz Waluś ps. „Kornel” (ur. 24 sierpnia 1895 w Sopotni Małej, zm. 17 grudnia 1967) – podpułkownik dyplomowany piechoty Armii Krajowej, kawaler Orderu Virtuti Militari.

## Życiorys
Urodził się 24 sierpnia 1895 w Sopotni Małej, w ówczesnym powiecie żywieckim Królestwa Galicji i Lodomerii, w rodzinie Pawła i Anny z domu Droździk. W marcu 1914 wstąpił do Związku Strzeleckigo w Żywcu i pełnił w nim funkcję adiutanta komendy powiatowej. W czerwcu 1914 ukończył naukę w klasie VII i zdał egzamin dojrzałości w c. k. Wyższej Szkole Realnej w Żywcu.
13 września 1914 został wcielony do cesarskiej i królewskiej Armii i przydzielony do Pułku Piechoty Nr 56 w Wadowicach. W listopadzie tego roku został przeniesiony do Pułku Piechoty Nr 99 w Znojmie, gdzie ukończył szkołę oficerów rezerwy. W czerwcu 1915 został przeniesiony do Pułku Piechoty Nr 100 w Piotrkowie, a w sierpniu tego roku skierowany na front rosyjski. 12 października 1915 został ranny. Był wówczas kadetem aspirantem w 11. kompanii pułku. W kwietniu 1916, po zakończeniu leczenia, wrócił do Kadry Pułku Piechoty Nr 100 w Piotrkowie. W maju ponownie wysłany na front. W lipcu został odkomenderowany do Pułku Piechoty Nr 20. Na stopień porucznika rezerwy (niem. Leutnant) został mianowany ze starszeństwem z 1 sierpnia 1916. 30 listopada 1916 dostał się do rosyjskiej niewoli. W lipcu 1918, po uwolnieniu z niewoli, wrócił do Kadry Pułku Piechoty Nr 100, gdzie po przeprowadzonej rehabilitacji został skierowany na dwumiesięczny urlop.
Do Wojska Polskiego został przyjęty z byłej armii austro-węgierskiej. Służył w 15 Pułku Piechoty „Wilków” w Dęblinie. 18 lutego 1928 został mianowany majorem ze starszeństwem z 1 stycznia 1928 i 105. lokatą w korpusie oficerów piechoty. W kwietniu tego roku został wyznaczony na stanowisko oficera sztabowego pułku. W lipcu 1929 został przeniesiony do 1 Pułku Strzelców Podhalańskich w Nowym Sączu na stanowisko dowódcy batalionu. Z dniem 5 stycznia 1931 został powołany do Wyższej Szkoły Wojennej w Warszawie, w charakterze słuchacza dwuletniego Kursu 1930/32. Z dniem 1 listopada 1932, po ukończeniu kursu i otrzymaniu dyplomu naukowego oficera dyplomowanego, został przeniesiony do Dowództwa Okręgu Korpusu Nr VIII w Toruniu. Pełnił służbę na stanowisku szefa Wydziału Mobilizacji i Uzupełnień. W listopadzie 1934 został przeniesiony do 22 Pułku Piechoty w Siedlcach na stanowisko dowódcy batalionu. W 1939 pełnił służbę w DOK VIII w Toruniu na stanowisku szefa Wydziału Mobilizacji i Uzupełnień.
W styczniu 1944 został wyznaczony na stanowisko szefa Oddziału IV Kwatermistrzowskiego Komendy Głównej Armii Krajowej.
Był żonaty, miał dwie córki: Teresę (ur. 23 stycznia 1927) i Alicję (ur. 9 stycznia 1931).

## Ordery i odznaczenia
- Krzyż Srebrny Orderu Wojskowego Virtuti Militari nr 1578[5] – 28 lutego 1921[22]
- Krzyż Walecznych czterokrotnie[6][23]
- Złoty Krzyż Zasługi – 1938 „za zasługi w służbie wojskowej”[24]
- Medal Pamiątkowy za Wojnę 1918–1921[6]
- Medal Dziesięciolecia Odzyskanej Niepodległości[6]